# Hideko Takamine

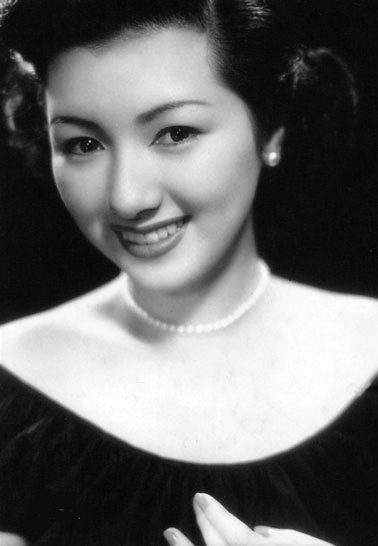
Takamine in ihren frühen Zwanzigern

Hideko Takamine (japanisch 高峰 秀子, Takamine Hideko, bürgerlich 松山 秀子, Matsuyama Hideko, geborene Hirayama Hideko (平山 秀子); * 27. März 1924 in Hakodate; † 28. Dezember 2010 in Shibuya, Tokio) war eine japanische Schauspielerin. Während ihrer fünf Jahrzehnte umspannenden Karriere zählte sie zu den populärsten japanischen Filmstars. Heute wird sie vor allem mit Mikio Naruse assoziiert, der sie in siebzehn Filmen besetzte.

## Leben
Bereits im Alter von fünf Jahren stand Takamine in Hōtei Nomuras Haha (Mutter) für das Studio Shōchiku erstmals vor der Kamera. Der Erfolg des Films verschaffte ihr ein längerfristiges Engagement, so dass sie in den nächsten Jahren in über hundert Filmen auftrat und sich zum beliebtesten Kinderdarsteller ihres Heimatlandes entwickelte. Sie galt in dieser Zeit als das japanische Gegenstück zu Shirley Temple. Im Unterschied zu dieser übernahm sie in ihren Filmen sowohl weibliche als auch männliche Rollen.
Nachdem sie die Schule 1937 verlassen hatte, nahm sie das Filmstudio Tōhō unter Vertrag. Hier stellten sich vor allem durch die Zusammenarbeit mit dem Regisseur Kajirō Yamamoto erste Erfolge bei der Kritik ein: Sowohl ihre Rolle als armes Mädchen, das um ein besseres Leben kämpft, in Tsuzurikata kyoshitsu als auch ihre Verkörperung einer Bauerntochter, die ein Pferd liebevoll aufzieht und es schließlich an die Armee verkaufen muss, in Uma (Pferd) brachten ihr Lob ein. Von ihrer Beliebtheit beim Publikum zeugt nicht zuletzt der Film Hideko no shashō-san (Hideko, die Busfahrerin), der ihren Namen im Titel trägt. Hier arbeitete sie erstmals mit Mikio Naruse zusammen. In Masahiro Makinos Ahen sensō (Der Opiumkrieg) ist sie an der Seite von Setsuko Hara zu sehen.

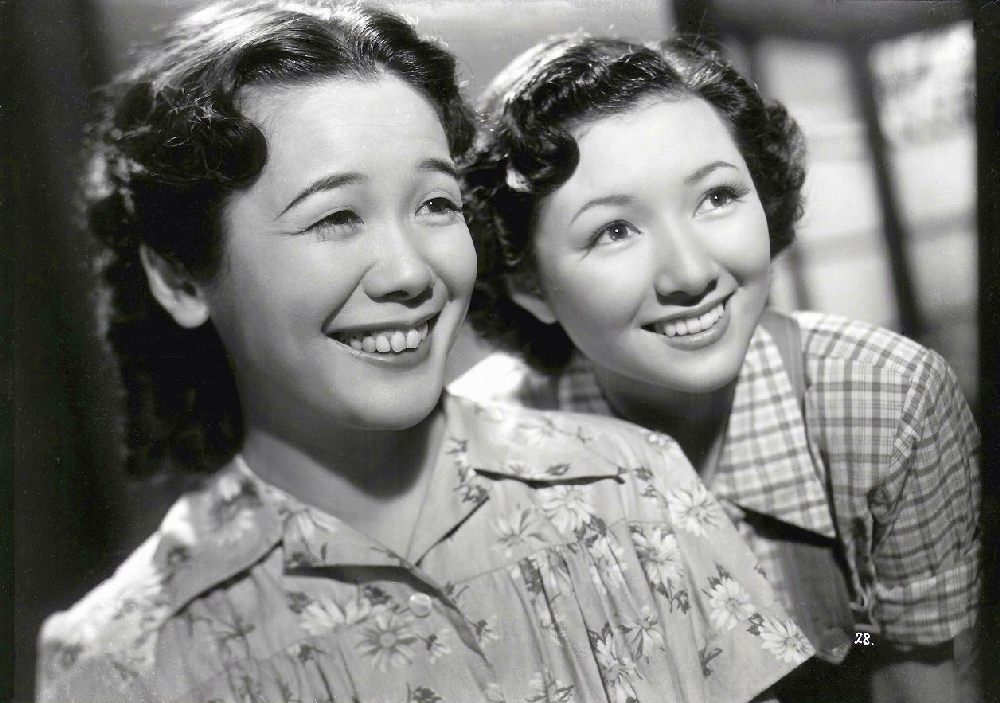
Takamine (rechts) mit Shizuko Kasagi in Ginza kankan musume (1949)

Während des Zweiten Weltkriegs war sie ein Pin-Up-Girl für die japanischen Soldaten und trat als Sängerin in Nachtclubs auf. Ein Streik bei Tōhō veranlasste sie 1946, dem Studio den Rücken zu kehren und bei Shintōhō anzuheuern. Als ihr wichtigstes Werk aus dieser Schaffensperiode gilt Die Schwestern Munekata (1950), bei dem Yasujiro Ozu Regie führte. Zudem landete sie im Jahr zuvor mit der Single Ginza kankan musume (Der Cancan-Tänzer von Ginza) aus dem gleichnamigen Film einen Hit in Japan.
1950 endete ihre Tätigkeit bei Shintōhō. Sie band sich fortan nicht mehr an ein Studio, sondern ging der Schauspielerei freiberuflich nach. Die folgenden zwanzig Jahren stellen die künstlerisch bedeutsamste Phase ihrer Karriere dar. Unter den Filmen aus dieser Zeit ragen jene heraus, die sie mit Mikio Naruse und Keisuke Kinoshita drehte.
Für Mikio Naruse stand sie in siebzehn Filmen vor der Kamera und verkörperte dabei zumeist den Typus der willensstarken, hart arbeitenden Frau, die sich am Boden der Gesellschaft befindet oder vom Familiensystem unterjocht wird. Ihr Verhältnis zu Naruse wird oft mit dem einer Muse verglichen, ähnlich wie Setsuko Hara sie für Yasujiro Ozu und Kinuyo Tanaka sie für Kenji Mizoguchi darstellte. In Treibende Wolken spielt sie eine Frau in den Wirren des Nachkriegsjapans, die sich an einen verheirateten, untreuen Soldaten klammert und dadurch selbst zerstört. Der Film wurde vielfach ausgezeichnet, sie selbst wurde als beste Schauspielerin mit dem Kinema-Jumpō-Preis geehrt.

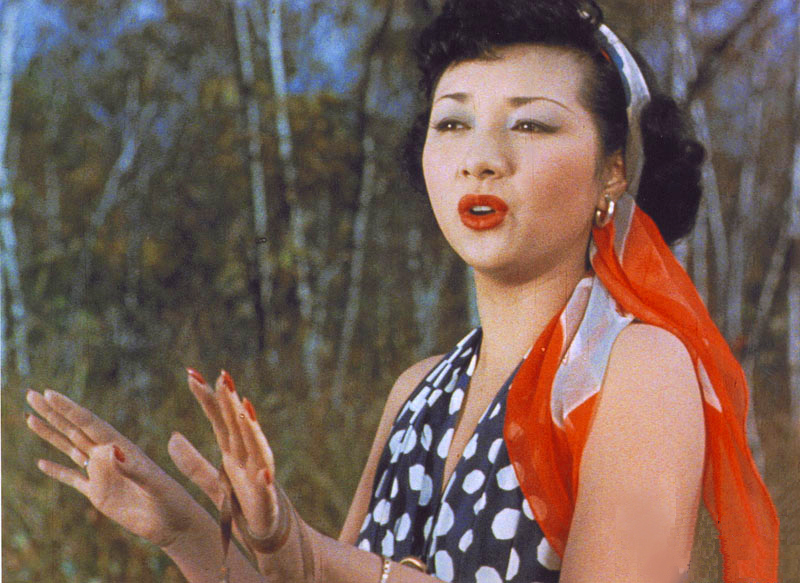
Takamine in Carmen kehrt heim (1951)

Zu den prägenden Arbeiten, die sie mit Kinoshita realisierte, zählen der erste japanische Farbfilm Carmen kehrt heim, in dem sie als Stripperin ihr komödiantisches Talent demonstrierte, dessen Fortsetzung Carmens reine Liebe und das antimilitaristische Drama Vierundzwanzig Augen, in dem sie eine engagierte Lehrerin spielt, die den Lebensweg ihrer zwölf Schüler von der frühen Shōwa-Zeit bis in die Nachkriegszeit begleitet.
Im Jahre 1955 heiratete sie Kinoshitas damaligen Regieassistenten Zenzō Matsuyama, der später als Regisseur und Drehbuchautor tätig war. Entgegen der Konvention zog sie sich nicht ins Familienleben zurück, sondern setzte ihre Arbeit als Schauspielerin fort. Nach eigenen Aussagen wollte sie damit einen neuen Typ der berufstätigen Ehefrau schaffen. Auch Takamines Mann verwirklichte in der Folgezeit einige Filme mit ihr. Letztmals war sie 1979 in Kinoshitas Shōdō satsujin: Musuko yo auf der Kinoleinwand zu sehen. Ihre Rolle brachte ihr noch einmal eine Nominierung für den Japanese Academy Award ein.
Ab den 1950er Jahren trat sie als Essayistin und Autorin von Reiseliteratur in Erscheinung. 1976 veröffentlichte sie ihre zweiteilige Autobiographie Watashi no Tosei Nikki (Mein Berufstagebuch). Zuletzt lebte sie abwechselnd in Tokio und auf Hawaii. 2010 erlag Takamine im Alter von 86 Jahren einem Lungenkrebsleiden.

## Filmografie (Auswahl)
| - 1929: Haha - 1931: Der Chor von Tokio (Tōkyō no gasshō) - 1937: Hana-kago no uta - 1938: Tsuzurikata kyoshitsu - 1941: Uma - 1941: Hideko no shashō-san - 1943: Ahen senso - 1945: Shōri no hi made - 1946: Erbauer des Morgens (Asu o tsukuru hitobito) - 1946: Urashima Tarō no kōei - 1949: Ginza kankan musume - 1950: Die Schwestern Munekata (Munekata kyōdai) - 1951: Carmen kehrt heim (Karumen kokyō ni kaeru) - 1952: Carmens reine Liebe (Karumen junjōsu) - 1952: Inazuma - 1953: Entotsu no mieru basho - 1954: Vierundzwanzig Augen (Nijūshi no hitomi) - 1955: Treibende Wolken (Ukigumo) | - 1955: Kuchizuke - 1956: Nagareru - 1956: Tsuma no kokoro - 1957: Arakure - 1957: Yorokobi mo kanashimi mo ikutoshitsuki - 1958: Der Rikschamann (Muhōmatsu no isshō) - 1960: Der Fluß Fuefuki (Fuefuki-gawa) - 1960: Die Mädchen der Ginza (Onna ga kaidan o agaru toki) - 1960: Musume tsuma haha - 1961: Barfuß durch die Hölle 3: … und dann kam das Ende (Ningen no jōken: Kanjetsuhen) - 1961: Eine unsterbliche Liebe (Eien no hito) - 1962: Hōrō-ki - 1962: Tsuma to shite onna to shite - 1962: Onna no za - 1963: Onna no rekishi - 1964: Midareru - 1966: Hikinige - 1979: Shōdō satsujin: Musuko yo |

## Auszeichnungen
- Blue Ribbon Award als "Beste Schauspielerin" 1955
- Japanese Academy Award für ihr Lebenswerk 1996
- Kinema Junpo Award als "Beste Schauspielerin" 1955
- Mainichi Eiga Concours als "Beste Schauspielerin" 1954, 1955, 1957, 1961